# Српство
Појам српство може имати двојако значење. Под њиме се може подразумевати оно што карактерише Србе, српска национална мисао или идеја. Такође, може се односити на све Србе, српски народ у целини.